# Ivan Tsjernjachovski

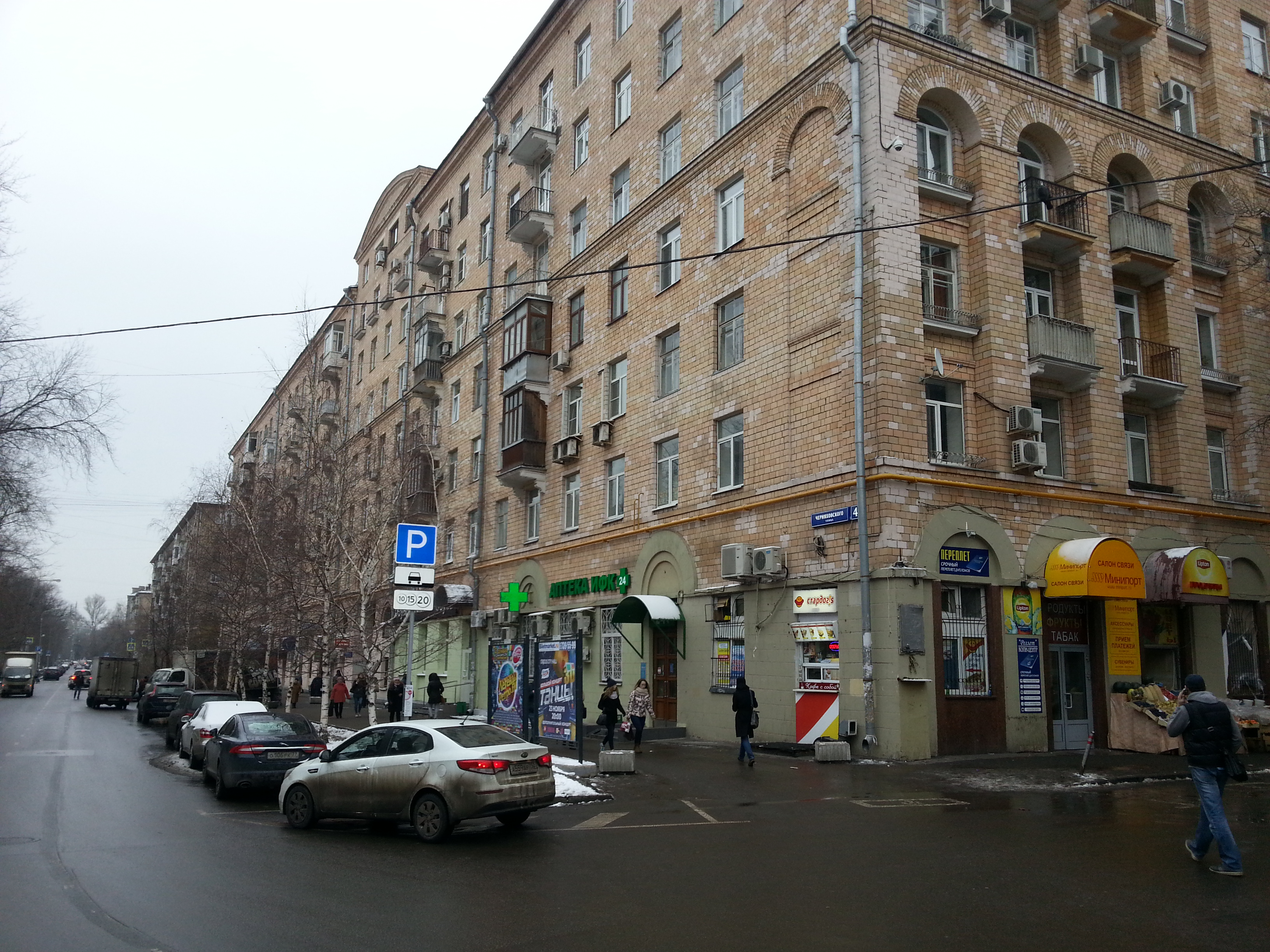
De Tsjernachovskistraat in Moskou

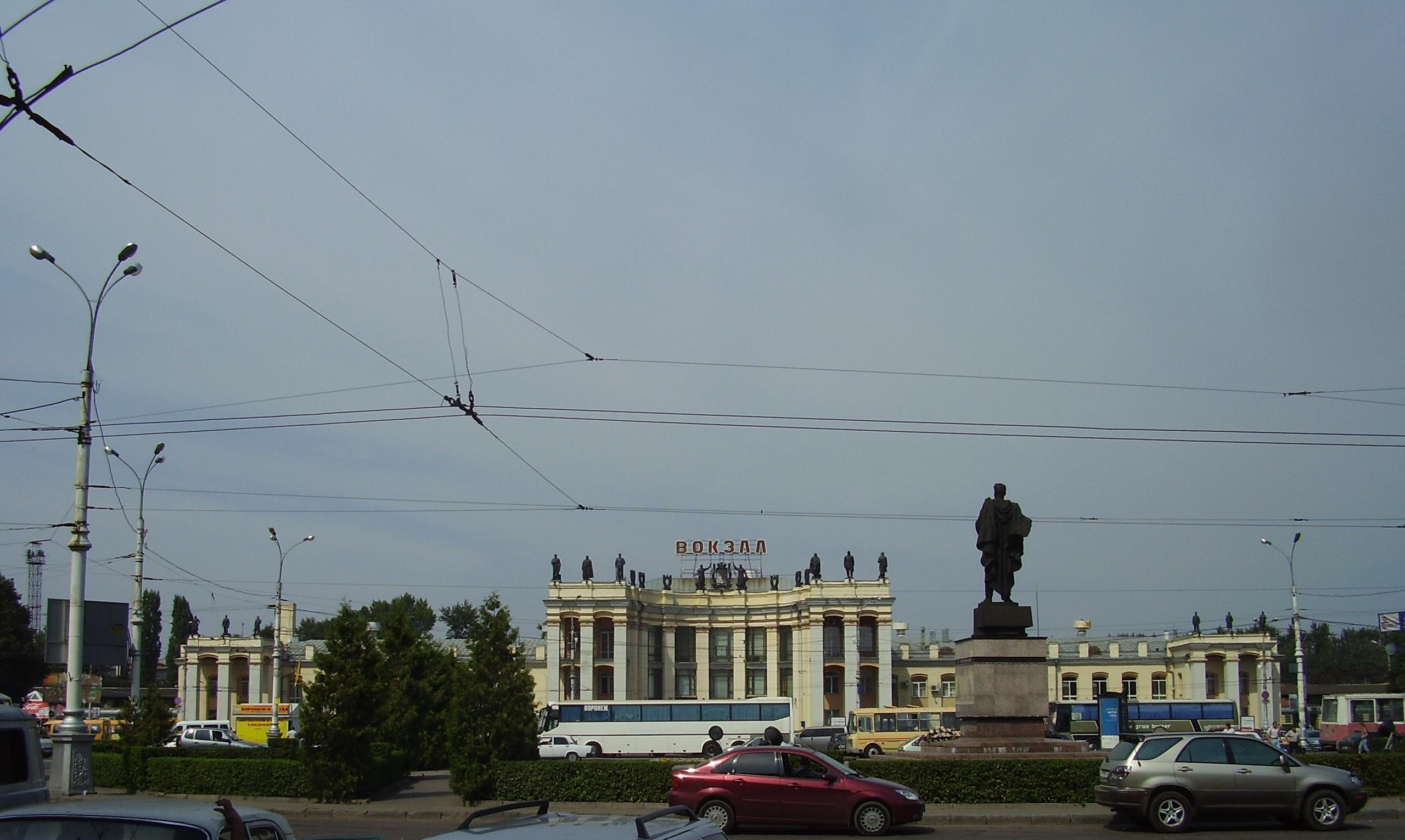
Het Generaal Tsjernachovskiplein in Voronezj met het standbeeld van de legergeneraal

Ivan Danilovitsj Tsjernjachovski (Oekraïens: Черняховський Іван Данилович, Russisch: Черняховский, Иван Данилович) (Oksanina, Gouvernement Kiev, 16 juni 1917 – Mehlsack, Oost-Pruisen, 18 februari 1945) was op 37 jaar de jongste legergeneraal van het Rode Leger (Sovjet-Unie) en de jongste commandant van een Front in de Tweede Wereldoorlog, werd tweemaal held van de Sovjet-Unie en sneuvelde in de Slag om Koningsbergen.

## Wees
Hij was Oekraïner en had Poolse en volgens de geschiedkundige Geoffrey Roberts Joodse voorouders.
Zijn vader Daniil Nikolajevitsj Tsjernjachovski werkte eerst als koetsier en dan als spoorwegarbeider. Hij diende in het leger van Aleksej Broesilov.
In 1919 stierven zijn vader en zijn moeder Marja Loedovigovna Tsjernachovskaja aan tyfus.
Ivan en zijn vijf broers bleven verweesd achter.
Geboren in het dorp Oksanino, district Oemanski van het gouvernement Kiev in de familie van een spoorwegarbeider.
In 1914 werd de vader opgeroepen voor het Russische keizerlijke leger. In 1915, aan het front van de Eerste Wereldoorlog raakte hij gewond door een granaatscherf , kreeg hij een zware granaatschok. Hij werd gedemobiliseerd en vestigde zich in het dorp Verbove in het gouvernement Podolië, waar hij werkte als koetsier en huisbewaarder voor de landeigenaar en hij bracht zijn gezin daarheen. Tijdens de Russische burgeroorlog in april 1919 stierven zijn vader, die was opgeroepen voor het Witte Leger en zijn moeder vrijwel gelijktijdig aan tyfus. Zes kinderen van Tsjernjachovski bleven wees. Ivan Tsjernjachovski moest zijn studie onderbreken (in 1919 studeerde hij af aan de 5e klas van de basisschool op het Vapnyarka-station ). Tot de herfst hoedde hij de koeien van zijn dorpsgenoten en vanaf oktober 1919 was hij dakloos. "Toen de vader en moeder van Vanja Tsjernjachovski stierven, werd hij een herdersjongen, verdiende brood en betaalde de leraar, van wie we vervolgens les kregen. De vader van Vanja Kostetski hielp ons ook, hij was een leraar in het dorp Verbove," herinnerde zich later Anton Stepanovitsj Doeb.
Vanaf mei 1920 werkte hij als reparateur en assistent-slotenmaker op het station Vapnjarka. Ivan was voortdurend bezig met zelfstudie. In mei 1921 slaagde hij met succes voor alle examens van de middelbare school. In de jaren twintig begonnen ze in Oekraïne, op het platteland, tijdens het herstel van de Sovjetmacht daar, comités van arme boeren op te richten om het beleid van het ‘oorlogscommunisme’ ten uitvoer te leggen in de omstandigheden van de voedselcrisis. In 1921 werd de 14-jarige Vanja Tsjernjachovski een van de eerste organisatoren van een Komsomol-cel in het dorp Verbovoje. Komsomol-leden waren toen de eerste assistenten in het werk van de armencomités. In hetzelfde 1921 werd zijn Komsomol-cel toegewezen aan het Toeltsjyn bataljon van de OSNAZ. Toen ging de cel het peloton van Verbove binnen onder het bevel van Tsjernjachovski en nam deel aan de nederlaag van anti-Sovjetformaties in de plaatselijke bossen. Voor de moed die tijdens gevechtsoperaties werd getoond, kreeg de jonge commandant van de speciale troepen in mei 1923 een persoonlijk wapen toegekend: een Mauser C96. 
Vanaf 1922 werkte hij als spoorvrachtconducteur bij het staatsinkoopbureau. Vanaf april 1923 werkte hij als chauffeur bij de cementfabriek in Novorossiejsk.

## Opleiding
In augustus 1924 meldde hij zich vrijwillig bij het Rode Leger, nadat hij gevechtservaring had opgedaan bij de CHON - territoriale eenheden. In 1924-1925 was hij cadet van de Infanterieschool te Odessa. In 1925 werd hij overgeplaatst naar de artillerieschool te Kiev waar hij in 1928 afstudeerde. In 1928 werd hij lid van de Communistische Partij van de Sovjet-Unie.
In de tijd van de Oekraïnisering leerde Tsjernjachovski literair Oekraïens en schreef hij poëzie in het Oekraïens. In 1928 trouwde hij met de in 1908 geboren boekhoudster Anastasia Grigorjevna Dobrjanskaja. Op 22 mei 1929 kregen ze een dochter Neonila Ivanovna Tsjernjachovskaja. Ze studeerde af aan de  Faculteit Geschiedenis van de Staatsuniversiteit van Moskou, was kandidaat in de economische wetenschappen en werkte heel haar leven voor de Academie van Wetenschappen van de USSR.
In 1937 kregen ze een zoon, Oleg Ivanovitsj Tsjernjachovski, die generaal-majoor werd en bij de generale staf werkte.   
Vanaf 1928 diende hij in het 17e Korps Artillerieregiment in het Militair district Oekraïne te Vinnytsja: commandant van een trainingspeloton, sinds 1929 - assistent-batterijcommandant, toen hoofd van een topografisch detachement, commandant van een trainingsbatterij. In 1931 ging hij naar de Militaire Technische Academie FE Dzerzjinski in Leningrad. In 1932 werd hij, samen met de Faculteit voor  Mechanisatie en Motorisering, waar hij studeerde, overgeplaatst naar de nieuw opgerichte Militaire Academie voor Mechanisatie en Motorisering van het Rode Leger, waarmee hij een student van de eerste groep werd. Hij studeerde in 1936 cum laude af aan de academie met de rang eerste luitenant. 
Tijdens zijn studie aan de academie liep een klacht binnen dat I. D. Tsjernjachovski "zijn sociale afkomst verborg". Hij werd een "zoon van een landheer" genoemd, hoewel de vader van Tsjernjachovski een boer was die dankzij zijn opleiding huishoudster werd op het terrein van de landeigenaar. landgoed en was ooit beheerder van het landgoed. Maria Iljinitsjna Oeljanova, die toen hoofd was van het Gezamenlijk Bureau voor Klachten van het Volkscommissariaat van de RCT van de Sovjet-Unie kwam te zijnen gunste tussen.
Vanaf 1936 - stafchef van het 2e tankbataljon van de 8e gemechaniseerde brigade, sinds juli 1937 - commandant van het 1e tankbataljon op dezelfde plaats. Sinds mei 1938 commandant van het 9e afzonderlijke lichte tankregiment in het militair district Wit-Rusland. Vanaf juli 1940 - plaatsvervangend commandant van de 2e tankdivisie van het militair district Oostzee. Op 11 maart 1941 werd hij commandant van de 28e pantserdivisie van het 12e gemechaniseerde korps in het militair district Oostzee.

## Tweede Wereldoorlog
In de eerste maanden van de Tweede Wereldoorlog voerde hij het bevel over de 28e Pantserdivisie (die in december 1941 omgevormd werd tot de 241e Divisie Fuseliers) aan het Noordwestelijk Front. Aan het hoofd van de divisie nam hij deel aan de Baltische verdedigingsoperatie ten zuidwesten van Šiauliai en aan de bocht van de Westelijke Dvina. Later stopte hij de Duitse opmars bij Soltsy en Veliki Novgorod gedurende enkele weken. Voor onderscheiding in veldslagen in de eerste maanden van de oorlog werd hij kolonel. In januari - maart 1942 rukte de divisie onder zijn bevel op in De eerste Demjansk-operatie en nam rechtstreeks deel aan de volledige omsingeling van de Demjansk-groepering van de vijand.
Op 5 mei 1942 werd Tsjernjachovski op 35-jarige leeftijd de jongste generaal-majoor.
In juni - juli 1942 voerde hij het bevel over het 18e Tankkorps aan het Voronezjfront. Daar nam hij deel aan de defensieve operatie Voronezj-Vorosjilovgrad. 
Van 26 juli 1942 tot april 1944 was hij commandant van het 60e leger aan het Voronezjfront, het Centraal Front en het 1e Oekraïense Front, dat deelnam aan de operatie Voronezj-Kastornoe, de Slag om Koersk, waarbij de rivieren Desna en Dnjepr werden overgestoken in operaties bij Kiev, Zjytomyr-Berditsjev, Rovno-Loetsk, Proskoerov-Tsjernivtsi.
Voor de bevrijding van Voronezj ontving hij de Orde van de Rode Banier. Tegelijkertijd kregen alle andere legeraanvoerders van het Voronezjfront de Orde van Koetoezov, 1e klasse. Dit komt door het feit dat de commandant van het 2e Leger (Wehrmacht), generaal Hans von Salmuth, erin slaagde de meeste van zijn eenheden terug te trekken uit de omsingeling in het Kastorny-gebied.
Tijdens het winteroffensief van 1942/1943 vocht het leger van generaal Tsjernjachovski onder winterse omstandigheden en zonder numerieke superioriteit over de vijand, meer dan 300 km naar het westen, waarbij ongeveer 37.000 Duitse en Hongaarse soldaten en officieren werden uitgeschakeld en nog eens 16.800 krijgsgevangen genomen. Het leger van Tsjernjachovski bevrijdde Koersk met een diepe flankaanval.
Het 60e leger van luitenant-generaal I. D. Tsjernjachovski behaalde opmerkelijke successen tijdens de frontlinieoperatie Tsjernigov-Pripyat in de eerste fase van de strijd om de Dnjepr. Omdat hij de taak had om een afleidende slag in een hulprichting toe te brengen, profiteerde hij ten volle van de fout van het Duitse commando, dat daar geen betrouwbare verdediging voorbereidde en niet over reserves beschikte. Op de allereerste dag van het offensief brak het 60e leger door de vijandelijke verdediging, braken de operationele ruimte binnen en haastten zich naar de Dnjepr. Op 30 augustus 1943 bevrijdde het leger onderweg de stad Hloechiv en op 31 augustus betrad het leger de Oekraïense Socialistische Sovjetrepubliek. 
De commandant van het Centraal Front, Konstantin Rokossovski vloog onmiddellijk naar het hoofdkwartier van Tsjernjachovski en besloot, nadat hij de situatie ter plekke had beoordeeld, de richting van de hoofdaanval van het Centraal Front over te dragen naar de zone van het 60e leger. Het 60e Leger zette het offensief voort en trok op 3 september ten zuiden van Novhorod-Siversky naar de Desna, stak vervolgens onderweg de Sejm over, bevrijdde Konotop op 6 september, Bachmatsj op 9 september en Nizjyn op 15 september. In 20 dagen kwamen ze 230 km vooruit. In een poging het offensief te stoppen, wierp het Duitse commando in deze sector haastig twee tankdivisies, drie infanteriedivisies en grote luchtvaarttroepen in de strijd, maar ze hadden geen invloed op het verloop van de strijd: de Sovjettroepen versloegen ze een voor een. Op 22 september stak het 60e leger de Dnjepr over en veroverden een bruggenhoofd nabij de monding van de Teteriv, dat in een dag werd uitgebreid tot een diepte van 15 km en een breedte van 20 km.
Op 17 oktober 1943 werd Tsjernjachovski held van de Sovjet-Unie voor “hoge organisatorische vaardigheden tijdens de oversteek van de Dnjepr en getoond persoonlijk heldendom.”
Vanaf 12 april 1944 kreeg Tsjernjachovski het bevel over het 3e Wit-Russische Front. Hij was de jongste commandant van een Front. Het Front onder zijn bevel nam met succes deel aan Operatie Bagration, Vilnius, Kaunas, het Memeloffensief, Gumbinnen-Gołdap en het Oost-Pruisenoffensief.
Legergeneraal Ivan Danilovitsj Tsjernjachovski ontving op 29 juli 1944 de tweede Gouden Ster-medaille "voor de succesvolle acties van zijn troepen tijdens de bevrijding van Vitebsk, Minsk en Vilnius”.
Nadat ze het grondgebied van het vooroorlogse Polen waren binnengekomen (bijvoorbeeld aan het einde van de operatie in Vilnius), voerden Sovjettroepen onder bevel van Tsjernjachovski, samen met Litouwse en Wit-Russische partizanen, volgens sommige Poolse media massa-arrestaties uit en zouden zelfs executies van strijders van het Binnenlandse Leger. Duizenden werden naar dwangarbeidskampen gestuurd.

## Gesneuveld
Op 18 februari 1945 raakte legergeneraal I. D. Tsjernjachovski, terwijl hij de paraatheid van de eenheden van het Rode Leger in de achterhoede inspecteerde, ernstig gewond door een scherf van een artilleriegranaat dat van achteren aankwam aan de rand van de stad Mehlsack, op 17 februari volledig bezet door Sovjettroepen en al behoorlijk ver van de frontlinie in Oost-Pruisen (nu Pieniężno in Polen) en stierf op dezelfde dag. Of dit projectiel een verdwaalde Duitse granaat was, waarvan fragmenten zich in alle richtingen verspreiden, inclusief de richting tegengesteld aan de richting van de projectielvlucht, is onbekend, hoewel dit nog steeds de meest plausibele versie is, aangezien het geluid van het schot van voren werd gehoord. In 2015 raakte een samenzwering van het Armia Krajowa bekend om Tsjernjachovski te doden met een buitgemaakt Sovjetkanon. Om de overleden generaal te vervangen, benoemde Jozef Stalin maarschalk Aleksandr Vasilevski tot commandant van het 3e Wit-Russische Front.
Generaal A.V. Gorbatov, destijds de commandant van het 3e leger, overgebracht naar het 3e Wit-Russische Front, beschrijft de dood van de commandant als volgt:

Nadat ik de stad was gepasseerd, haastte ik me om niet te laat te komen naar een splitsing in de snelweg, 700 m ten oosten van de buitenwijken van de stad. Voordat ik daar ongeveer 150 m bereikte, zag ik een jeep naderen en hoorde ik een schot van de vijand. Zodra de jeep van de commandant zich bij de splitsing bevond, was er een enkele granaatexplosie, maar die was fataal. De rook en het stof na de explosie waren nog niet verdwenen, aangezien ik al in de buurt van de stilstaande auto was. Er zaten vijf mensen in: de frontcommandant, zijn adjudant, de chauffeur en twee soldaten. De generaal zat naast de chauffeur, hij leunde over de voorruit en herhaalde verschillende keren: "dodelijk gewond, ik ga dood." Ik wist dat er 3 km verderop een medisch bataljon was. Vijf minuten later keken de artsen naar de generaal. Hij leefde nog, en toen hij bijkwam, herhaalde hij: 'Ik ga dood, ik ga dood.' De wond van de granaatscherven in de borst was echt dodelijk. Hij stierf spoedig. Zijn lichaam werd naar het dorp Heinrichau gebracht. Geen van de vier raakte gewond en ook de auto raakte niet beschadigd. Vanuit het hoofdkwartier van het 41e korps rapporteerde ik de ramp aan het hoofdkwartier van het Front en aan Moskou. Op dezelfde dag arriveerde een lid van de Militaire Raad van het Front, en de volgende dag arriveerden vertegenwoordigers van de onderzoekende autoriteiten. Toen werd het lichaam van generaal Tsjernjachovski weggevoerd.

Het Centraal Comité van de Communistische Partij van de Sovjet-Unie, de Raad van Volkscommissarissen van de Sovjet-Unie en het Volkscommissariaat van Defensie stelden:

De staat heeft een van de meest getalenteerde jonge commandanten verloren die tijdens de oorlog vooruitgang boekten.

.

## Begrafenis en herbegrafenis
Hij werd begraven op een centraal plein in het door hem bevrijde Vilnius. 
In 1992 beschouwden de autoriteiten van Litouwen zijn graf als een voorwerp van communistische propaganda, en de as van Tsjernjachovski werd herbegraven in het 11e perk, 4e rij op de Novodevitsji-begraafplaats in Moskou. Zijn weduwe ligt naast hem.

## Militaire graden
- Eerste luitenant 1936
- kapitein 1937
- Majoor 1938
- Kolonel 1939
- Generaal-majoor 5 mei 1942
- Luitenant-generaal 14 februari 1943
- Kolonel-generaal 3 mei 1944
- Legergeneraal 26 juni 1944

## Onderscheidingen
- Tweemaal Held van de Sovjet-Unie 17 oktober 1943 Gouden Ster nr. 1922 en 29 juli 1944 Gouden Ster nr. 30
- Leninorde 17 oktober 1943
- Viermaal Orde van de Rode Banier 16 januari 1942, 3 mei 1942, 2 april 1943 en 3 november 1944
- Tweemaal Orde van Soevorov 1e klasse 2 augustus 1943 en 21 september 1943
- Orde van Koetoezov 1e klasse 29 mei 1944
- Orde van Bogdan Chmelnitski (Sovjet-Unie) 1e klasse 10 januari 1944
- Legioen van Verdienste (Verenigde Staten)

## Oordeel van tijdgenoten
Maarschalk van de Sovjet-Unie Aleksandr Vasilevski, die I. D. Tsjernjachovski na diens dood verving als commandant van het 3e Wit-Russische Front, schreef over hem in zijn memoires:

Een goede kennis van de troepen, diverse en complexe militaire uitrusting, bekwaam gebruik van de ervaring van anderen, diepgaande theoretische kennis stelden Tsjernjachovski in staat de troepen die deel uitmaakten van zijn Front perfect te beheren, om de moeilijkste taken op te lossen die het Opperbevel oplegde. In de strijd bevond Tsjernjachovski zich in de meest kritieke gebieden en hield hij de acties van zijn troepen en de vijand nauwlettend in de gaten. Hij luisterde aandachtig naar de mening van zijn ondergeschikten. Hij gebruikte stoutmoedig al het nieuwe en nuttige bij het trainen van troepen en het organiseren van gevechten. Soldaten, officieren en generaals hielden vooral van hun commandant vanwege de menselijkheid en de zorg voor hen, vanwege de moed en onbevreesdheid, vanwege de standvastigheid en doorzettingsvermogen bij het uitvoeren van beslissingen, vanwege de directheid en het gemak van handelen, vanwege de menselijkheid en het uithoudingsvermogen, vanwege het eisen van zichzelf en aan ondergeschikten. Ja, hij was streng en veeleisend.

Maarschalk van de Sovjet-Unie Konstantin Rokossovski schreef::

Toen ik kennis maakte met de troepen van het 60e leger, die van het Voronezj Front naar ons waren overgebracht, keek ik zorgvuldig naar generaal I. D. Tsjernjachovski. Het was een geweldige commandant. Jong, beschaafd, vrolijk. Geweldig persoon! Het was duidelijk dat het leger heel veel van hem hield. Dit springt meteen in het oog. Als de commandant wordt benaderd om zich niet met een trilling in zijn stem, maar met een glimlach te melden, dan begrijp je dat hij veel heeft bereikt. Commandanten van alle rangen voelen scherp de houding van een hogere commandant, en waarschijnlijk is het de droom van ieder van ons om onszelf zo te positioneren dat mensen graag al uw bevelen zullen uitvoeren. Dit is wat Tsjernjachovski bereikte (misschien net als de commandant van de 65e P.I. Batov).

Kolonel-generaal Aleksandr Pokrovski zei:

Qua werkstijl leek Tsjernjachovski in veel opzichten op Konev. Hij reisde, net als Konev, veel naar het front, naar de troepen, hij was er constant. Hij was een zelfbewuste man en ondanks zijn wilskrachtige karakter toonde hij dit karakter niet in onbeschoftheid en hardheid. Hij wist hoe hij moest eisen, hij wist hoe hij standvastig moest zijn, maar hij vloekte niet, hij schold mensen niet uit, hij vernederde ze niet.

## Nagedachtenis

### Monumenten
- In 1946 werd de stad Insterburg in de Oblast Kaliningrad omgedoopt tot Tsjernjachovsk en werd in de stad een monument voor Tsjernjachovski opgericht.
- In Moskou werd op 18 februari 2016 een monument voor de generaal onthuld in de naar hem genoemde Tsjernjachovski-straat.
- Op 17 september 2015 ontmantelden de Poolse autoriteiten het monument voor Tsjernjachovski, dat was opgericht op de plaats van de dood van de generaal nabij de stad Pieniężno. Het Russische ministerie van Buitenlandse Zaken protesteerde. In reactie daarop wezen de Poolse partijen op het feit dat sinds de ineenstorting van het Oostblok in Polen geen enkele begraafplaats met de stoffelijke resten van Sovjetsoldaten uit de Tweede Wereldoorlog is vernietigd. Wat Tsjernjachovski betreft, wordt de sloop van het monument verklaard door de dubbelzinnige beoordeling in Polen van de rol van laatstgenoemde in termen van relaties met het Armia Krajowa. Vertegenwoordigers van Polen stelden voor om in plaats van het monument voor Tsjernjachovski een monument op te richten voor de naar schatting 800.000 Sovjet-krijgsgevangenen die in Polen zijn omgekomen.
- In Voronezj werd op 9 mei 1993 een monument van de beeldhouwer N.V. Tomski onthuld op het Generaal Tsjernjachovski-plein. Het monument, dat eerder van de ondergang was gered, werd uit Litouwen gehaald, waar het door de autoriteiten van Vilnius werd ontmanteld.
- In Tsjerkasy staat een borstbeeld van I. D. Tsjernjachovski.
- In Odessa, aan de I. D. Tsjernjachovski-straat, bij school 56, staat een monument voor de commandant.
- In de stad Oeman werden een bioscoop en een park genoemd naar I. D. Tsjernjachovski, en in dat park staat een borstbeeld van de generaal.

### Straten, lanen en pleinen
In veel steden zijn straten en lanen genoemd naar generaal I. D. Tsjernjachovski:

#### Rusland
Naar hem genoemd zijn de Tsjernjachovski-straat in Moskou, de Tsjernjachovski-straat in Sint-Petersburg, een plein en een straat in Voronezj, straten in Kaliningrad, Vladikavkaz, Dankovo, Jekaterinenburg, Kazan, Kertsj, Kislovodsk, Krasnojarsk, Koergan, Koersk, Lipetsk, Nizjni Novgorod, Novorossiejsk, Novosibirsk, Petrozavodsk, Smolensk, Toela, Oefa, Arsenjev, Balasjicha, Batajsk, Belgorod, Belovo, Berdsk, Berezniki, Berjozovski, Veliki Novgorod, Vesjegonsk, Vidnoje, Vladivostok, Vladimir, Volgograd, Votkinsk, Gorjatsji Kljoetsj, Grjazi, Dalnegorsk, Dzerzjinsk, Znamensk, Irkoetsk, Josjkar-Ola, Kamensk-Oeralski, Kamensk-Sjachtinski, Kemerovo, Kislovodsk, Kovrov, Kolomna, Kotlas, Krasnodar, Kopejsk, Koelebaki, Labinsk, Leninsk-Koeznetski, Liskach, Lgov, Labinsk, Magnitogorsk, Millerovo, Naltsjik, Nachodka, Nevinnomyssk, Neman, Nesterov, Nizjni Tagil, Nikolsk, Novokoeznetsk, Novomoskovsk, Novosjachtinsk, Orsk, Penza, Pervo-oeralsk, Perm, Pravdinsk, Prokopjevsk, Pskov, Rostov aan de Don, Rybinsk, Salair, Salsk, Serov, Sovjetsk, Solikamsk, Stavropol, Stary Oskol, Sterlitamak, Taganrog, Troitsk, Tjoemen, Oelan-Oede, Oeljanovsk, Chabarovsk, Chimki, Chotkovo, Tsimljansk, Tsjapajevsk, Tsjeljabinsk, Tsjeremchovo, Tsjernjachovsk, Sjadrinsk, Sjarja, Sjachty, Sjoemerlja, Sjtsjigry, Jasnogorsk.

#### Oekraïne
Straten in Bachmoet, Brovary, Charkiv, Chmelnytsky, Dnipro, Donetsk, Horlivka, Loehansk,  Kostjantynivka, Kryvy Rih, Kiev, Marioepol, Novohrodivka, Odessa, Pervomajsk, Tsjernihiv, Vinnytsja, Zaporizja en Zjytomyr zijn naar hem genoemd.

#### Wit-Rusland
De Tsjernjachovskilaan in Vitebsk en straten in Asipovitsjy, Bobroejsk, Grodno, Homel en Minsk zijn naar hem genoemd.

#### Kazachstan
Straten in Öskemen en Taraz zijn naar hem genoemd.

#### Azerbeidzjan
Een straat in Bakoe is naar hem genoemd.

### Scholen
- Bij besluit van de minister van Defensie van de USSR nr. 57 van 4 mei 1954 werd tweemaal Held van de Sovjet-Unie I. D. Tsjernjachovski, voor militaire diensten aan het moederland, voor altijd ingeschreven op de lijsten van de 1e batterij van Artillerieschool van Kiev. Op de gevel van het gebouw hangt een gedenkplaat ter nagedachtenis aan het verblijf van I. D. Tsjernjachovski in de school. Nu is dit gebouw het hoofdgebouw van de Nationale Defensie Universiteit van Oekraïne.
- In 2011 kreeg het Militair Instituut van de Nationale Polytechnische Universiteit van Odessa de status van een afzonderlijke militaire onderwijsinstelling: de Militaire Academie Legergeneraal Tsjernjachovski.
- Op 22 februari 2013 werd bij decreet van de president van Oekraïne Viktor Janoekovytsj nr. 85/2013 de naam Ivan Tsjernjachovski toegewezen aan de Nationale Defensie Universiteit van Oekraïne in Kiev. Op 16 juni 2023 werd dit door Volodymyr Zelensky teruggedraaid.

### Filatelie
- In 1960 gaf de Sovjet-Unie een postzegel uit met de afbeelding van I. D. Tsjernjachovski
- Op 29 juni 1986 gaf de Sovjet-Unie een kunstzinnige gefrankeerde omslag uit ter ere van de 80e verjaardag van de geboorte van Tsjernjachovski.